# 亓磊
亓磊（英語：Stanley Qi, 1983年8月17日—）是一位美国华人生物工程师，斯坦福大学生物工程系和化学与系统生物学系助理教授，斯坦福大学多学科研究所ChEM-H学者，dCas9分子和CRISPR干涉（CRISPRi）技术的发明者，加州大学CRISPR基因编辑技术中国和欧盟专利的共同发明人。

## 生平
1983年出生于山东省潍坊市，2005年获清华大学物理与数学学学士学位，2006年赴美留学，师从朱棣文教授（1997年华人诺贝尔物理奖得主），2012年获得加州大学伯克利分校生物工程博士学位。在2012年博士毕业后，他进入加州大学旧金山分校（UCSF）,作为合成生物学和系统生物学方向的独立研究员开展CRISPR技术开发的研究，并建立生物工程学实验室。他发明的CRISPR应用于转录和表观遗传调控的CRISPR干扰（CRISPRi）与CRISPR激活（CRISPRa）技术，将CRISPR技术应用在哺乳动物系统和人类基因调控编辑中，于2014年加入斯坦福大学。

## 荣誉
- 2013年获得国家卫生署署长的早期独立奖。
- 2016年获得皮尤学者称号，同年，被《细胞科学杂志》（The Journal of Cell Science）评为“受关注的细胞科学家”（Cell scientist to watch）称号，并被生物通评选为2016年生命科学十大风云人物。[10]
- 2017年获得斯隆奖[11][12]